# Débitmètre à ultrasons
 (mai 2017).
Si vous disposez d'ouvrages ou d'articles de référence ou si vous connaissez des sites web de qualité traitant du thème abordé ici, merci de compléter l'article en donnant les références utiles à sa vérifiabilité et en les liant à la section « Notes et références ».
Le débitmètre à ultrasons est un instrument utilisant les ultrasons pour mesurer la vitesse moyenne d'un fluide.
La connaissance de la section permet d'avoir la mesure du débit. La mesure de débit par ultrasons fait appel à plusieurs techniques mettant en œuvre des sondes émettrices et réceptrices (les deux pouvant être confondues). Différentes méthodes sont possibles :
- débitmètre à effet Doppler : l'effet Doppler consiste à analyser la fréquence de l'ultrason qui est « réfléchi » par une particule du fluide. La variation de fréquence est une image de la vitesse de la particule, et donc du fluide ;
- débitmètre par mesure de différence des temps de transit : on mesure le temps de parcours de l'onde ultrasonore d'amont/aval à aval/amont. Cette différence de temps est en fait l'image de la vitesse moyenne du fluide.

## Principe de mesure

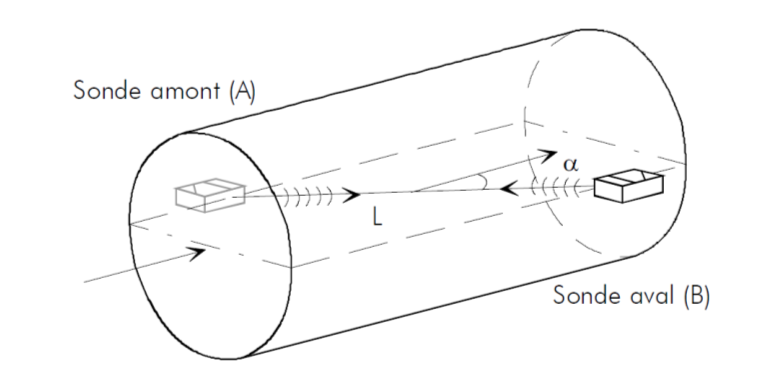

Une corde de mesure est constituée de deux sondes : la première est placée en amont (sonde A) tandis que la seconde est placée en aval (sonde B). Chaque sonde d'une corde est alternativement émettrice et réceptrice d'une onde ultrasonore impulsionnelle dirigée vers l'autre sonde.
Les temps de parcours amont-aval et aval-amont de l'onde étant différents (lorsque le fluide est en mouvement, le temps aval-amont est supérieur au temps amont-aval), les deux temps de parcours et la différence entre les deux temps permettent de déterminer la vitesse d'écoulement moyenne le long de la corde et de là d'en déduire le débit volumique par intégration du profil de vitesse sur l’ensemble de la section considérée.
Pour prendre en compte des profils d’écoulements complexes, le nombre de cordes peut être multiplié. Comme en mesure Doppler, la mesure par temps de transit peut s’effectuer sur des conduites partiellement remplies. Il suffit pour cela de placer les cordes de mesure de façon que les ultrasons traversent en permanence le fluide.

### Mesure sur conduite en charge
Une conduite en charge ou chargée est un tuyau intégralement rempli d’un liquide ou d’un gaz. On parle également parfois de conduite pleine.

#### Formule de calcul
- {\displaystyle T_{AB}={\frac {L}{C+V\cos \theta }}}
- {\displaystyle T_{BA}={\frac {L}{C-V\cos \theta }}}
- {\displaystyle \Delta T=T_{BA}-T_{AB}}
- {\displaystyle Q_{V}=\sum _{i}S_{i}\cdot V_{i}}
- {\displaystyle V_{section}=Kh\cdot V}
- Débit : {\displaystyle Q=S\cdot V_{section}}

Avec :

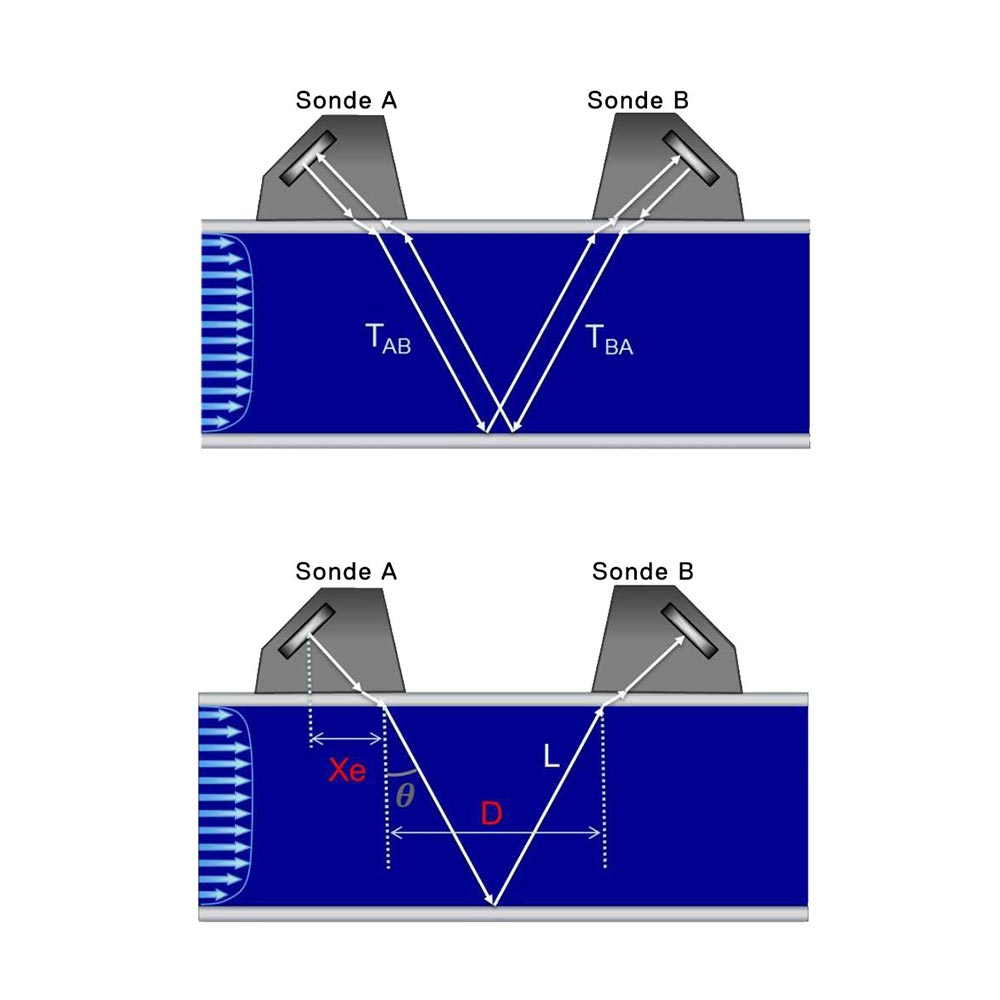

- TAB : temps de propagation de l’onde ultrasonore de la sonde A vers la sonde B ;
- C : vitesse des ultrasons ;
- V : vitesse moyenne sur le trajet ultrasons ;
- Kh : coefficient hydraulique ;
- Q : débit ;
- D : distance axiale ou Daxe (projection du trajet acoustique sur l’axe de la conduite) ;
- Vsection : vitesse moyenne du fluide dans la section de la conduite.

### Mesure sur écoulements à surface libre
Les écoulements à surface libre désignent les écoulements dans les rivières, canaux ou conduites fermées non pleines (ex. : les émissaires d'assainissement).

#### Formule de calcul
Le débit volumique d'un écoulement à surface libre est égal à Qv = S.V
S étant la section mouillée à l'endroit de la mesure et V la vitesse moyenne dans toute la section mouillée.
Le calcul du débit volumique à partir de cette expression se heurte à deux difficultés principales. Tout d'abord, la surface de la section de mesure dépend d'une part du profil du fond à l'endroit de la mesure, d'autre part du niveau d'eau. En second lieu, la répartition des vitesses d'écoulement varie dans le plan horizontal comme dans le plan vertical.
Pour pallier ces problèmes, un ensemble de mesure comprend une ou plusieurs cordes de mesure de vitesse et un appareil de mesure de niveau. Le principe de mesure consiste alors à placer un certain nombre de paires de sondes (cordes) dans des plans horizontaux et à diviser la section mouillée en tranches élémentaires, chaque tranche étant caractérisée par la vitesse d'écoulement au sein de cette tranche.
Le débit volumique global est alors calculé par sommation de débits élémentaires : {\displaystyle Q_{V}=\sum _{i}S_{i}\cdot V_{i}}

## Différents types de sondes
Dans le cadre d’une mesure de débit par ultrasons temps de transit, on considère qu’un point de mesure est constitué d’un convertisseur et d’une ou plusieurs sondes.
Ces sondes peuvent être au choix :

### Sondes externes

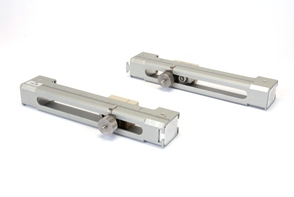
Une paire de sondes externes servant à mesure le débit d'un fluide dans une conduite.

Elles sont placées à l'extérieur de la conduite et ne sont donc pas au contact direct du fluide. 
Elles peuvent être installées de différentes façons :

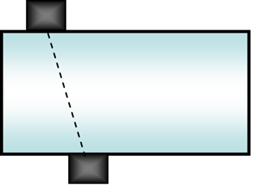
Montage direct (ou en /).
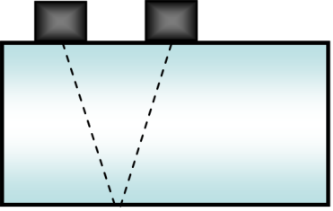
Montage reflex (ou en V).
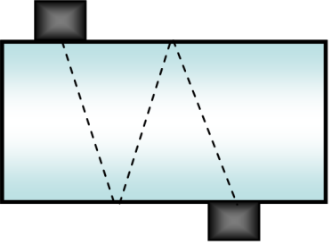
Montage en N (ou en Z).

### Sondes intrusives
Elles sont insérées à l'intérieur de la conduite afin d'être en contact avec le fluide ou simplement affleurantes. Certains modèles peuvent être extractibles en charge.

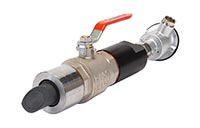
Une sonde intrusive permettant d'émettre et de recevoir des ondes ultrasonores.
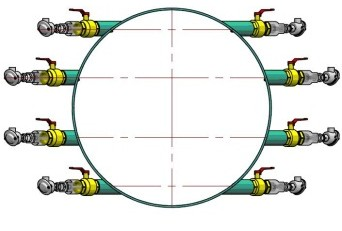
Mesure de débit multicorde avec sondes à insertion.

### Sondes mouillées

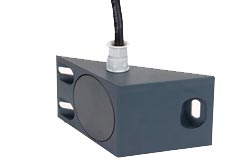
Sonde mouillée pour mesure de débit ultrasonore.

Elles sont scellées de chaque côté des berges d'un canal, d'une rivière ou de tout autre écoulement à surface libre.

### Manchettes de mesure

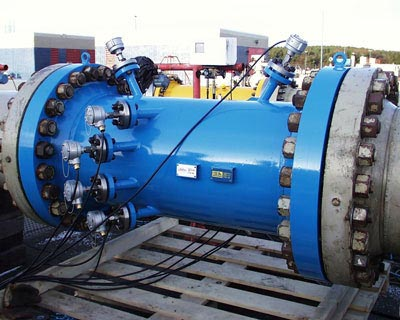
Manchette de mesure - 5 cordes de vitesse.

Il est également possible de fournir une manchette de mesure directement équipée de sondes. Dans ce cas, la manchette est en général étalonnée sur banc en usine avant installation sur le terrain. Les manchettes peuvent être certifiées pour faire des mesures transactionnelles (i.e. dont le résultat est utilisé pour des transactions commerciales).

## Applications typiques
Les débitmètres à ultrasons sont utilisés sur tout type de fluide homogène et transparent aux ultrasons : ils peuvent par conséquent être utilisés sur les liquides et les gaz.

### Débitmètres fixes
Utilisation de débitmètres fixes, notamment dans les secteurs suivants :
- eau potable et assainissement (égouts, épuration, sectorisation…) ;
- environnement / rivières / irrigation ;
- énergie (hydroélectricité, nucléaire, génie climatique…) ;
- gaz et hydrocarbures ;
- chimie et pétrochimie ;
- industrie pharmaceutique ;
- industrie agroalimentaire ;
- industrie mécanique….

### Débitmètres portables
Utilisation multisecteur de débitmètres portables, notamment dans le cadre d’opérations de contrôle, de maintenance, d'expertise, de process et de sectorisation, etc..

### Exemples concrets
- Gestion des crues
- Mesure du débit de canaux irrigation
- Mesure de débit sur réseaux d’assainissement
- Mesure du débit de pompe…